# Larry Azouni
Larry Azouni (Marselha, 23 de março de 1994) é um futebolista profissional tunisiano que atua como defensor.

## Carreira
Larry Azouni representou o elenco da Seleção Tunisiana de Futebol no Campeonato Africano das Nações de 2017.